# När du går från dopets källa
När du går från dopets källa är en psalm med text skriven av Jonas Jonson från 1991 och musik komponerad samma år av Lars Hernqvist.
Text och melodi är upphovsrättsligt skyddade.

## Publicerad i
- Psalmer i 90-talet som nr 833 under rubriken "Kyrkan och gudstjänsten"
- Psalmer i 2000-talet som nr 929 under rubriken "Kyrkan och gudstjänsten"